# جشن هزار دف پالنگان

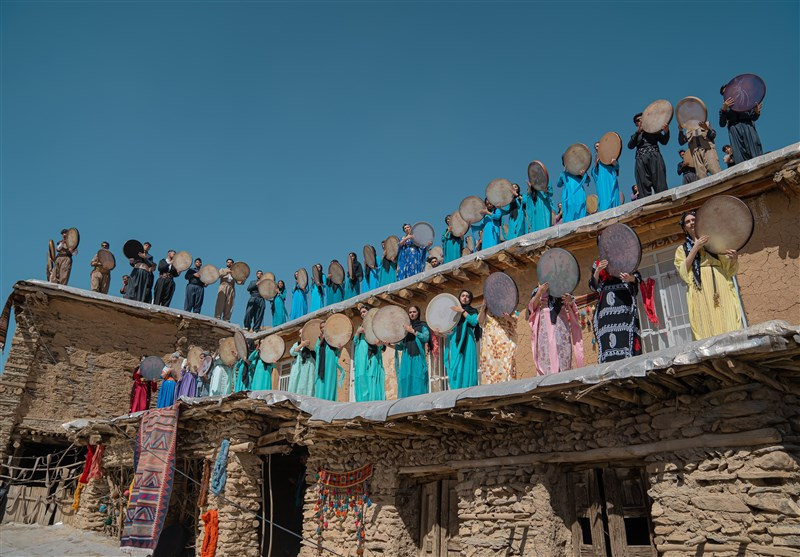
جشن هزار دف پالنگان

جشن هزار دف پالنگان یکی از برجسته‌ترین آیین‌های موسیقی عرفانی و معنوی در غرب ایران است که همه ساله در روستای پلکانی پالنگان استان کردستان برگزار می‌شود. این رویداد فرهنگی، مجموعه‌ای بی‌نظیر از دف‌نوازی جمعی است که با حضور صدها مدرس و نوازنده از سراسر ایران و جهان برگزار می‌شود، به‌گونه‌ای که سقف بام‌ها و سنگ‌فرش‌های روستا زیر نوای هزاران دف به‌لرزه درمی‌آید.
هر سال، جمعیت قابل توجهی از نوازندگان دف و گردشگران از استان‌های مختلف مانند کردستان، همدان، تهران، شیراز و حتی خارج از کشور، برای تجربه این آیین معنوی دور هم جمع می‌شوند. این مراسم در فضایی سرشار از هم‌گرایی قومی و وحدت ملی، فرصتی برای ارتباط مستقیم با فرهنگ و تمدن کردی فراهم می‌آورد.
علاوه بر جنبه فرهنگی و معنوی، این رویداد از لحاظ زیرساختی نیز مورد حمایت مسئولان قرار گرفته است؛ به‌طوری که طی سه سال گذشته بیش از ۳ هزار میلیارد ریال برای ارتقای جلوه‌های گردشگری و میزبانی شایسته از حضور هزاران مهمان هزینه شده است.

## تاریخچه
ریشه‌های آیین هزار دف در روستای پالنگان به سنت‌های کهن عرفان ایرانی-کردی بازمی‌گردد که در طول قرن‌ها در مناطق غرب ایران، به‌ویژه در نواحی اورامانات، سینه‌به‌سینه منتقل شده است. دف‌نوازی در این منطقه نه صرفاً یک عنصر موسیقایی، بلکه ابزار ارتباط با حقیقت معنوی و بخشی از سلوک طریقتی نزد مشایخ و پیروان آیین‌های عرفانی به‌ویژه طریقت یارسان و قادریه است. روستای پالنگان از گذشته‌های دور یکی از مراکز عرفان محلی بوده و وجود خانقاه‌ها، مقابر عرفا و برگزاری آیین‌های سماع در آن منطقه، زمینه‌ساز پیدایش مراسم‌هایی با محوریت دف و موسیقی ذکر شده است. بسیاری از منابع محلی و فرهنگی بر این باورند که مراسم امروزی هزار دف، ادامه آیین‌های سنتی دف‌نوازی در خانقاه‌هاست که در قالبی نوین و عمومی‌تر سازمان یافته است.
نخستین دوره رسمی این جشن، در اوایل دهه ۱۳۹۰ شکل گرفت و در ابتدا تنها با مشارکت ده‌ها نوازنده محلی برگزار می‌شد. با گذشت زمان و با حمایت نهادهای فرهنگی و گردشگری، این مراسم توسعه یافت و به یکی از مهم‌ترین گردهمایی‌های عرفانی-فرهنگی غرب کشور بدل شد. امروز، این جشن با شرکت بیش از ۱۰۰۰ نوازنده دف، هنرمند و گردشگر، نه تنها جنبه محلی خود را حفظ کرده، بلکه به رویدادی بین‌المللی در حوزه موسیقی عرفانی تبدیل شده است.

## موقعیت مکانی

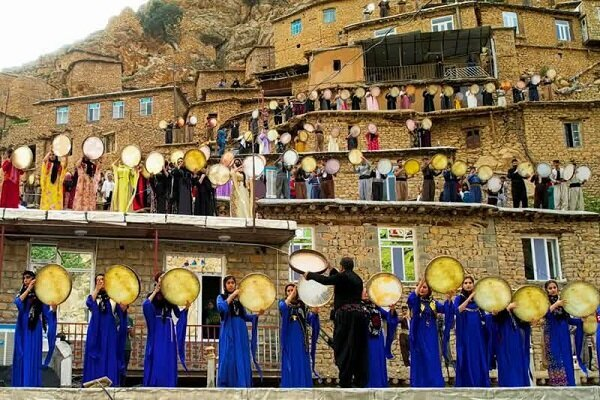
جشن هزار دف در پالنگان

جشن هزار دف در روستای پالنگان، یکی از روستاهای پلکانی و تاریخی در منطقه اورامانات استان کردستان برگزار می‌شود. این روستا در دل کوه‌های زاگرس و در بخش اورامان غربی شهرستان سروآباد واقع شده است و به‌دلیل معماری پلکانی و طبیعت بکر، شهرت فراوانی دارد. پالنگان در ارتفاع حدود ۱۵۰۰ متری از سطح دریا قرار دارد و آب‌وهوای معتدل کوهستانی آن، به‌ویژه در فصل بهار، زمان ایده‌آلی برای برگزاری جشن‌ها و گردهمایی‌های فرهنگی فراهم می‌آورد. این روستا به دلیل مجاورت با منطقه حفاظت‌شده اورامانات، دارای پوشش گیاهی متنوع و چشم‌اندازهای طبیعی منحصر به‌فرد است.
یکی از ویژگی‌های مهم جشن هزار دف، نزدیکی محل برگزاری آن به مقبره سلطان سهاک، یکی از بزرگان عرفان و تصوف منطقه، است که به این مراسم بار معنوی ویژه‌ای می‌بخشد. حضور در نزدیکی این زیارتگاه، جشن را بیش از پیش به یک آیین عرفانی و معنوی تبدیل کرده است.

## آیین‌ها و آداب جشن هزار دف پالنگان
جشن هزار دف در پالنگان، علاوه بر جلوه‌های موسیقایی و دف‌نوازی‌های گروهی، شامل مجموعه‌ای از آیین‌ها و آداب خاص است که هر یک نمایانگر جنبه‌ای از فرهنگ، عرفان و همبستگی اجتماعی مردم کردستان است:
- دف‌نوازی جمعی
- رقص سماع و حرکات آیینی
- پوشش محلی
- پخت و توزیع نذری

## ثبت ملی
جشن هزار دف پالنگان به‌دلیل اهمیت فرهنگی، تاریخی و هنری که دارد، در تاریخ ۲۲ اردیبهشت ۱۴۰۴ با شماره ثبت ۲۰۴۱۹۱۰۸۸ به عنوان یکی از رویدادهای مهم فرهنگی و گردشگری ایران در تقویم ملی رویدادهای گردشگری کشور به ثبت رسید.